# ATK Motorcycles
ATK Motorcycles  és una empresa fabricant de motocicletes i components amb seu a Utah, als Estats Units. Fou fundada el 1983 a Califòrnia per l'enginyer austríac Horst Leitner.

## Història
Inicialment, ATK era el nom d'un sistema de guia de cadena per a motocicletes dissenyat per Horst Leitner. Aquest sistema servia per a contrarestar la tensió de la cadena durant la compressió del motor (l'acrònim "ATK" tant podia voler dir Anti Tension Kettenantrieb com Austrian Torque Konverter). Leitner va fundar l'empresa a Tustin (Califòrnia) el 1983 per a produir el seu component. El 1986 va començar a fabricar també bastidors per a Honda XR equipats amb el sistema ATK, alhora que produïa les seves pròpies motocicletes de fora d'asfalt equipades amb motors Rotax.
El 1989, Ken Wilkes va adquirir l'empresa i la va traslladar a Commerce (Califòrnia). El 1993 la va traslladar a Centerville (Utah). El 2003, ATK va adquirir la marca de motocicletes i bicicletes de muntanya en fallida Cannondale. El nom del sistema de guia de cadena ATK va canviar amb el temps a A-Trax.